# El Malo
El Malo es el álbum debut de Willie Colón, contando con la voces de Yayo El Indio, Elliot Romero y un joven Héctor Lavoe como cantante principal lanzado el 1 de julio de 1967por el sello Fania Records. 

## Contexto y antecedentes
Este LP ha pasado a ser uno de los primeros álbumes en presentar el sonido de la salsa neoyorquina, que despertó un renovado interés en la música latina durante la década de 1970, además sería el que les abra las puertas del mundo a Willie Colón & Héctor Lavoe.

### Nacimiento de Willie "El Malo"
Willie Colón era un músico de sesión neoyorquino nieto de inmigrantes puertorriqueños. El muchacho de 16 años ya era un experto en el trombón y tocaba con otros músicos por las calles de Nueva York a manera de protesta social por la mala recepción de los estadounidenses de la cultura latina en su territorio. A Colón se le conocía como "el Malo", pues se había hecho fama de buscapleitos y joven problemático. Tal fue su fama como joven perdido que llevó esa misma imagen al escenario. De hecho, fue el título más apropiado para su debut, en opinión de sus colegas.

## Portada
En la foto de portada del disco, se ve al joven Willie Colón, de 16 años, en dos tomasː La primera, mirando al horizonte, siendo esta la foto principal. La segunda muestra a Willie mirando a los espectadores, detrás de la foto principal. El músico usa un saco negro con una camisa de cuello tortuga de color rojo. El músico, al tratarse de un muchacho menor de edad, no llevaba su característico bigote ni su barba frondosa, sello característico de su imagen de gánster de años después.

## Grabación
Las sesiones de grabación del trabajo iniciaron en 1965, cuando Willie pertenecía a la disquera de Al Santiago, Alegre Records y Futura Records. Cuando ya se tenían algunos temas grabados, el sello discográfico quiebra y los estudios confiscan los masters pero el ingeniero de sonido Irv Greenbaum logró obtenerlos de nuevo y se los hace oír a Jerry Masucci, tras esto Willie es llamado y contratado solo con la condición de cambiar a Tony Vásquez y buscarse una nueva voz. Héctor Juan Pérez es llamado para terminar el disco, aunque en un principio se negó, aceptó terminar el LP. Willie Colón tiempo después comentó en una entrevista: 

“Cuando me ofrecieron grabar para el sello Fania, no lo creí. Cuando conocí a  Johnny Pacheco, lo primero que me dijo fue: hay que buscarte un cantante... Yo en ese momento tocaba en el Club de la Legión Americana, en la 162 y Prospect Avenue, y en el piso de arriba, el Ponce Social Club, tocaba otra orquesta: The New Yorkers. Ellos tenían un cantante jovencito, jincho, feo y flaco. Se llamaba Héctor Juan Pérez Martínez. Fui con Pacheco a ofrecerle que grabara con nosotros ese primer disco. Para mí era duro, porque mi cantante llevaba años conmigo. Lo peor fue que Héctor me contestó bien guapetón: Yo no quiero grabar contigo, man... Ustedes están bien, bien flojos. ¿Por qué se negó? Con el tiempo me dijo, despechado, que fue porque en aquel momento no le había ofrecido entrar en la orquesta, sólo grabar. Héctor y yo entendimos que nuestro junte fue algo necesario y natural. .
Willie Colón con respecto a Héctor Lavoe y el LP El Malo

Ya en el año 1966, el sello Fania Records lanza al mercado El Malo con Willie Colón como líder de la banda presentando a un joven cantante llamado Héctor Lavoe junto a Elliot Romero y Yayo El Indio. Aquí destacaron los temas Borinquen y El Malo, ambos cantados por Lavoe.

## Lista de canciones
| N° | Título           | Compositor(es)                                | Estilo          | Duración |
| -- | ---------------- | --------------------------------------------- | --------------- | -------- |
| 1. | «Jazzy»          | Willie Colón / Dwight Brewster / James Taylor | Mambo Jazz      | 4:00     |
| 2. | «Willie Baby»    | Willie Colón                                  | Boogaloo        | 2:46     |
| 3. | «Borinquen»      | D.R. / Public Domain                          | Guaguancó       | 3:15     |
| 4. | «Willie Whopper» | Willie Colón                                  | Shing-a-Ling    | 2:40     |
| 5. | «El Malo»        | Willie Colón                                  | Bomba Guaguancó | 3:57     |
| 6. | «Skinny Papa»    | Willie Colón                                  | Boogaloo        | 4:00     |
| 7. | «Chonqui»        | Willie Colón / Dwight Brewster                | Son Montuno     | 4:07     |
| 8. | «Quimbombo»      | Willie Colón / Dwight Brewster                | Mozanco         | 5:00     |

## Músicos
- 1er Trombón y Líder de la banda - Willie Colón
- Voz principal - Héctor Lavoe, Tony Vasquez (En Willie Baby) y Elliot Romero (En Willie Whopper)
- Voces secundarias - Yayo El Indio y Elliot Romero
- 2.º Trombón - Joe Santiago
- Timbales - Nicky Marrero
- Conga - Mario Galagarza
- Bongos - Pablo Rosario
- Piano - Dwight Brewster
- Bajo - Eddie Guagua
- Bajo - James Taylor

## Créditos
- Productor - Jerry Masucci
- Director de grabación – Johnny Pacheco
- Ingeniero de sonido – Irving Greenbaum
- Foto de portada - Irv Elkin
- Diseño de portada - Shelly Schreiber